# Malam Bacai Sanhá
Malam Bacai Sanhá, né le 5 mai 1947 à Empada et mort le 9 janvier 2012 à Paris 5e,, est un homme d'État bissau-guinéen. Ancien militant anticolonialiste, il a assuré plusieurs mandats de ministre et a présidé l'assemblée nationale de Guinée-Bissau de 1994 à 1998 avant d'être élu à l'élection présidentielle de 2009. Entre 1999 et 2000, il avait déjà assuré la présidence par intérim après le départ de Nino Vieira contraint à l'exil par la guerre civile. Il fut président de la République du 8 septembre 2009 à sa mort. La maladie dont il souffrait n'a jamais été rendue publique.